# Jacqueline Martín Álvarez
Jacqueline Martín Álvarez (Barcelona, 14 d'abril de 1974) és una atleta catalana, especialista en curses de mig fons i cros.
Fondista del Futbol Club Barcelona, Martín va començar a principis dels anys noranta a practicar el cros. Més endavant, va iniciar-se com a corredora de mig fons i acabà sent una corredora fondista. Amb 19 anys va guanyar el campionat d'Espanya absolut de pista tancada i, d'aquesta manera, va començar a forjar una trajectòria imparable en el cros. Amb el suport de l'entrenador i també atleta Vicente Egido Bolao, i del seu mànager Miguel Ángel Mostaza, fins al 2018 participà catorze vegades en els Campionats del Món de cros i vuit vegades en els Campionats d'Europa. Fou tres vegades campiona d'Espanya, una en la distància llarga l'any 2001, i dues en la curta els anys 2004 i 2005, i sis vegades campiona de Catalunya de cros individual. A més de ser una gran especialista en cros, també ho ha estat en proves de ruta des dels 10.000 metres fins a la mitja marató. Així, pel que fa a la modalitat de pista, fou campiona de Catalunya de cros (1994, 1999, 2000 ,2001, 2002, 2011), de 5.000 metres els anys 1997 i 2008, i de 3.000 metres en pista coberta el 1998, i campiona d'Espanya de 3.000 metres el 1994 i campiona d’Espanya indoor dels 3.000 metres a Madrid el 2005. A més, fou medalla de plata en 3.000 metres en els Campionats Iberoamericans del 2004, a Huelva, i participà en 10.000 metres en els campionats europeus del 2010. A finals de la temporada 2017-18, després de 25 anys com a blaugrana, es retirà com a atleta professional. Formada com a entrenadora d'elit, a Àvila, ciutat on resideix, és professora d'atletisme.